# 夏允彝、完淳父子墓
夏允彝、完淳父子墓，简称夏墓，位于上海市松江区小昆山镇北部的荡湾村，是明末文学家、诗人夏允彝、夏完淳父子的墓葬。为保护该墓葬，当地居民曾在墓葬周围兴建大量疑冢。乾隆四十一年（1776年）时真的夏墓得以公开，此后周边地区被当地政府禁止樵采。中华人民共和国成立后，该墓一度被盗，后得以修复。1962年和1980年，夏墓先后两次被列为上海市文物保护单位。

## 历史
夏允彝（1596-1645），松江府华亭县人，崇祯十年（1637年）进士。他和他的儿子夏完淳（1631-1647）均为明后期的文学家、诗人。二人在家乡举兵抗清。清朝顺治二年（1645年），夏允彝因周边地区抗清失败而投水自杀，其遗体被安葬于松江小昆山的祖坟中。之后夏完淳与陈子龙商议举兵，后因事情泄露被捕，并被押送至南京，顺治四年（1647年）被杀。之后夏完淳的遗体被其好友杜登春、沈羽霄收殓，并安葬于夏允彝的棺椁旁。为防止墓地遭到破坏，夏墓的周边被当地居民修建了大量的疑冢。乾隆四十一年（1776年），真正的墓地得以被公开。乾隆五十一年（1786年），娄县知县谢庭薰在二人的墓旁立下石碑，禁止周边樵采放牧。道光六年（1826年），这块石碑由当时的知县徐梦熊重新树立。
中华人民共和国成立后，1955年，夏完淳的棺椁遭到盗掘，墓内的一把扇子、两方印章被盗走，而随葬的手写稿本则被盗墓者焚毁，尸骨被丢弃在野外。随后在江苏省文物管理委员会的追查下，夏允彝的印章和扇子等随葬物品被追回，尸骨被重新葬入墓中。1955年底，江苏省博物馆拨款将夏允彝、完淳父子墓修缮一新，修建了墓道，添置了石供桌和石凳，并将禁制碑移动到了墓道的最南端。松江县划归上海后，1961年，上海市文物管理委员会重修了夏允彝、完淳父子墓，并在墓前立起一块墓碑，上有陈毅所书“夏允彝、夏完淳父子之墓”字样。1962年，夏墓被列为上海市文物保护单位。文化大革命期间，夏墓原有的石供桌和石凳被砸碎，周边的绿地被挪用为了农田。1980年，夏墓被重新公布为上海市文物保护单位。1981年，上海市文物管理委员会重新拨款将夏墓恢复原状，1983年，上海市文物管理委员会恢复了夏墓周边的绿植，并派人专门保护。2000年初，松江区各个单位在夏墓周围认种，形成了纪念林。夏墓之后以“夏林”的名称入列松江区爱国主义教育基地。2006年4月6日，有媒体报道称夏允彝、夏完淳父子墓的坟丘上被当地村民种上了油菜。当年12月时，墓丘上的作物已经被全部清除。:177

## 结构
夏允彝、完淳父子墓位于上海市松江区小昆山镇北部的荡湾村，因墓后建有托山而整体呈半月形。墓丘前立有墓碑，墓碑前有石供桌和石凳，墓碑前建有墓道，墓道南端有清代所立的禁止樵采的石碑，墓基上镶嵌有“上海市文物保护单位”的标志牌。墓葬周围种有绿植。:177